# Wolfgang Niersbach

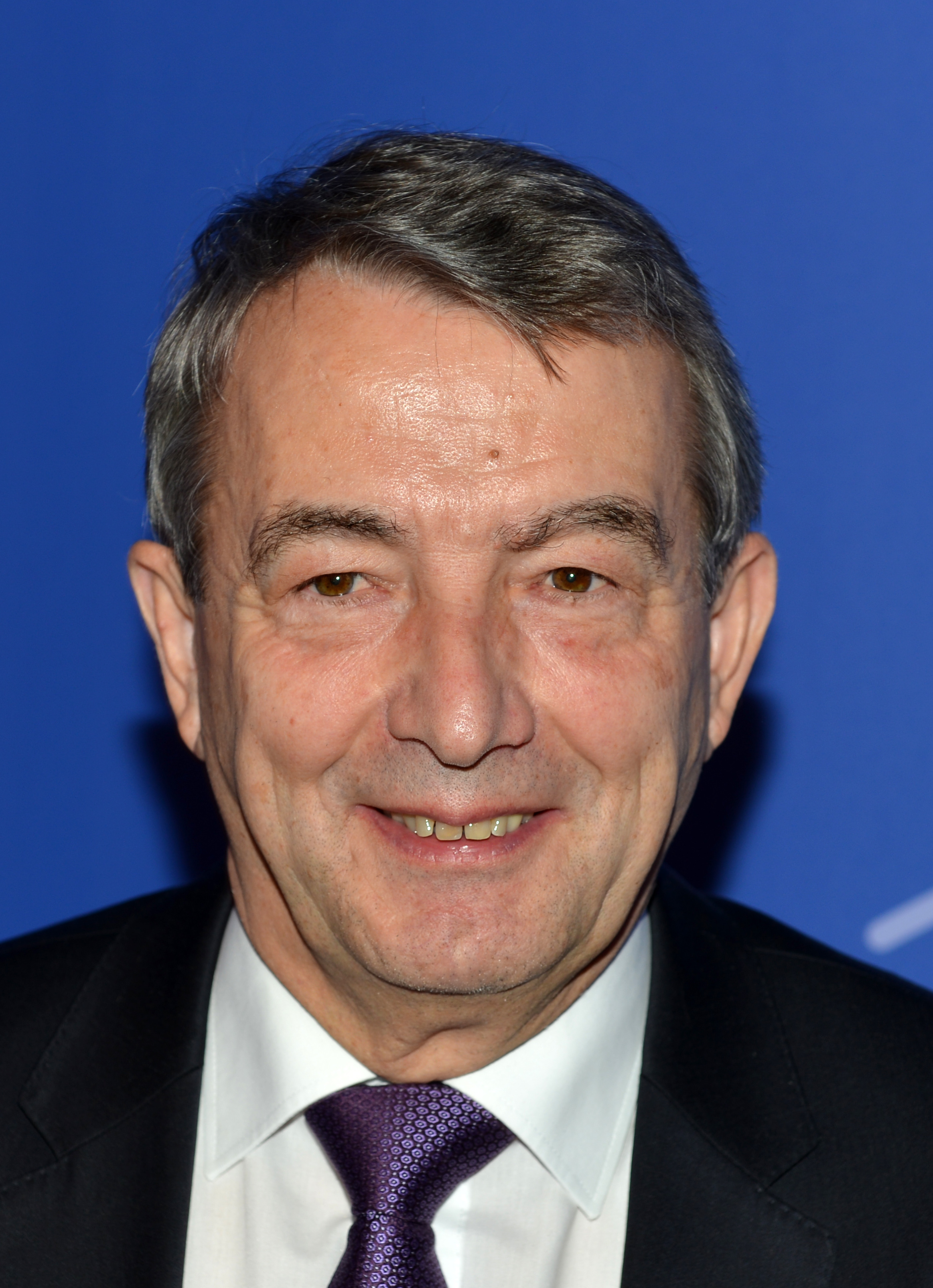
Wolfgang Niersbach (2014)

Wolfgang Niersbach (* 30. November 1950 in Nettesheim-Butzheim, heute zu Rommerskirchen) ist ein deutscher Journalist und Sportfunktionär. Vom 2. März 2012 bis zum 9. November 2015 war er Präsident des Deutschen Fußball-Bundes.

## Leben
Niersbach spielte in der Jugend beim Düsseldorfer SC 99 Fußball und absolvierte sein Abitur am Görres-Gymnasium in Düsseldorf. Nach dem Abitur studierte er Germanistik und begann 1973 als Volontär bei der Nachrichtenagentur Sport-Informations-Dienst, für die er bis 1988 als Redakteur in den Fachgebieten Fußball und Eishockey von zahlreichen Welt- und Europameisterschaften sowie Olympischen Spielen berichtete. Nebenher gestaltete er als verantwortlicher Redakteur elf Jahre lang die Stadionzeitung von Fortuna Düsseldorf, Fortuna aktuell, und vier Jahre lang die Stadionzeitung der Düsseldorfer EG.
Als Pressechef der Fußball-EM 1988 in West-Deutschland sammelte Niersbach erste Erfahrungen in der Organisation von Medienarbeit, die er im Anschluss daran als Pressereferent und Mediendirektor des Deutschen Fußball-Bundes (DFB) umsetzte. Im März 1997 wurde er außerdem Mitglied des Bewerbungskomitees für die Fußball-Weltmeisterschaft 2006. Nach dem erfolgreichen Abschluss der Bewerbung wurde er zum 1. Januar 2001 geschäftsführender Vizepräsident und Pressechef des Organisationskomitees der Fußball-Weltmeisterschaft 2006. Sein Nachfolger als Direktor für Kommunikation beim DFB wurde Harald Stenger.
Am 15. September 2006 wurde er als Nachfolger von Bernd Pfaff erneut Direktor beim DFB, diesmal für die Bereiche Team-Management, Jugend, Talentförderung und Trainerwesen. Er arbeitete in dieser Position eng mit Nationalmannschafts-Manager Oliver Bierhoff und Sportdirektor Matthias Sammer zusammen. Auf dem DFB-Bundestag in Mainz am 26. Oktober 2007 wurde Niersbach als Nachfolger von Horst R. Schmidt zum neuen Generalsekretär berufen. Er war damit der höchste hauptamtliche Mitarbeiter des DFB.
Nach einer DFB-Präsidiumssitzung am 7. Dezember 2011 in Frankfurt am Main wurde bekannt gegeben, dass Niersbach zur Wahl als neuer DFB-Präsident bereitstehe. Der vorherige Präsident Theo Zwanziger beendete seine Amtszeit im März 2012. Am 2. März 2012 wurde Niersbach einstimmig zum neuen DFB-Präsidenten gewählt. Sein Nachfolger als Generalsekretär wurde Helmut Sandrock. Im Januar 2013 unterzeichnete er die Erklärung der 53 europäischen Fifa-Mitgliedsverbände zur Reform der Fifa-Statuten, in der Integritätsprüfungen für Mitglieder des FIFA-Exekutivkomitees und eine zeitliche Begrenzung der Mitgliedschaft abgelehnt wurden. Ab Mai 2013 war er Mitglied des UEFA-Exekutivkomitees und ab März 2015 Mitglied des FIFA-Exekutivkomitees. Am 9. November 2015 trat er als DFB-Präsident zurück. Im Juli 2016 sperrte ihn die FIFA-Ethikkommission für ein Jahr, weil ihm die verdächtigen Geldflüsse spätestens im Juni 2015 bekannt waren und er sie nicht an das DFB-Präsidium und die FIFA-Ethikkommission meldete. Nach der Bestätigung der Sperre durch die Berufungskommission im Dezember 2016 gab er seinen Rückzug von seinen Ämtern in den internationalen Fußball-Gremien bekannt.
Aus erster Ehe mit Andrea Niersbach stammen zwei Töchter. Ab 2014 war er mit der 23 Jahre jüngeren Unternehmerin Marion Popp liiert, die er im Oktober 2023 heiratete und die sich im Dezember 2024 von ihm trennte.

## Kritik
1994 wies Niersbach als DFB-Mediendirektor die Kritik US-amerikanischer Medien an einem geplanten Länderspiel am 20. April (Geburtstag Adolf Hitlers) zurück und begründete sie so: „80 Prozent der amerikanischen Presse sind in jüdischer Hand“.
Niersbach sollte beim Wechsel aus seinem hochbezahlten Angestelltenverhältnis in das Ehrenamt als Präsident zunächst eine Abfindung erhalten, nach internem Widerstand einigte man sich darauf, ihm stattdessen bereits im Alter von 61 Jahren seine Betriebsrente zu zahlen. Niersbachs Vorgänger Zwanziger, promovierter Jurist, bezweifelte die Rechtmäßigkeit und initiierte eine Untersuchung durch die FIFA-Ethikkommission. Die Betriebsrente hätte ihm im Alter von 65 Jahren oder bei einem Ausscheiden aus den Diensten des DFB zugestanden. Die Wahl zum ehrenamtlichen Präsidenten wurde als Ausscheiden bewertet. Der Vorsitzende der Compliance-Kommission der FIFA, Domenico Scala, warf dem DFB mangelnde Transparenz und Täuschung der Öffentlichkeit vor. Im März 2015 gab die FIFA-Ethikkommission bekannt, dass die Betriebsrente nicht gegen das Ethikreglement der FIFA verstößt.
Im Oktober 2015 berichtete das Magazin Der Spiegel über ein Darlehen von Robert Louis-Dreyfus an das Organisationskomitee der WM 2006 in Höhe von zehn Millionen Schweizer Franken, das laut Spiegel mutmaßlich zum Stimmenkauf verwendet wurde. Die Rückzahlung des Darlehens erfolgte 2005 über ein FIFA-Konto und wurde mit einer Beteiligung am Kulturprogramm der Weltmeisterschaft begründet. Niersbach zufolge habe sich das Organisationskomitee das Geld 2002 geliehen, weil die FIFA im Gegenzug für die Zahlung eines Zuschusses in Höhe von 250 Millionen Schweizer Franken eine Zahlung in Höhe von zehn Millionen Schweizer Franken gefordert hätte. Die Untersuchung durch die Kanzlei Freshfields Bruckhaus Deringer ergab, dass das Geld auf ein Konto des katarischen Unternehmens Kemco, das sich im Besitz von Mohamed bin Hammam befindet, transferiert wurde. Die weitere Verwendung konnte jedoch bisher nicht rekonstruiert werden.

## Strafverfahren
Am 3. November 2015 gab die Staatsanwaltschaft Frankfurt am Main bekannt, dass sie gegen Niersbach wegen des Verdachts auf Steuerhinterziehung ermittele. Niersbach hatte 2007 als DFB-Generalsekretär die Steuererklärung für die WM 2006 unterschrieben, in der die Beteiligung am Kulturprogramm als Betriebsausgaben aufgeführt wurden. Im Mai 2018 erhob die Staatsanwaltschaft Anklage gegen Niersbach. Der Prozess wurde im August 2024 gegen eine Auflage von 25.000 Euro zugunsten einer gemeinnützigen Einrichtung eingestellt.
Die Schweizerische Bundesanwaltschaft leitete am 6. November 2015 ein Strafverfahren gegen Niersbach wegen des Verdachts auf Betrug, ungetreue Geschäftsbesorgung, Geldwäscherei und Veruntreuung eingeleitet. Anfang August 2019 erfolgte die Anklageerhebung wegen Betrugs, der Vorwurf der Geldwäscherei war im Monat zuvor fallengelassen worden. Ende April 2020 wurde das Verfahren wegen Verjährung eingestellt.
Um die Verjährung des Schadensersatzanspruchs zu verhindern, hatte der DFB bereits Ende 2015 mehrere Güteanträge bei der Öffentlichen Rechtsauskunft- und Vergleichsstelle in Hamburg gestellt.

## Ehrungen
- 2011: Verdienstkreuz am Bande der Bundesrepublik Deutschland

## Werke
- 85 Jahre Fortuna Düsseldorf. Dasbach Verlag, Taunusstein 1980.
- DEG – Eishockeyfaszination in Düsseldorf. Dasbach Verlag, Taunusstein 1981
- Zusammen mit Ulf May: 50 Jahre DEG. o. V. 1985
- 100 Jahre DFB – Die Geschichte des Deutschen Fußball-Bundes. Sportverlag, Berlin 1999, ISBN 3-328-00850-0.